# Periam
Periam es una comuna ubicada en el distrito de Timiș, Rumania.

## Superficie
Posee una superficie de 64,17 kilómetros cuadrados.

## Demografía
Hasta 2021 la población era de 4196 habitantes, con una densidad de población de 65,39 habitantes por kilómetro cuadrado.